# 團孢霉屬
團孢霉屬（學名：Massospora）又稱堆狀孢子菌屬，是蟲黴門蟲霉目下的一個屬，最早於1879年由美國植物學家查爾斯·霍頓·佩克發表描述。本屬包括約十數種物種，皆為感染蟬的蟲生真菌，已知有至少24種蟬可被本屬真菌感染，大多數為北美洲的物種，亦有少數在阿富汗、澳大利亞與日本發現的紀錄。蟬被本屬真菌感染後腹部會脫落，因失去生殖器而無法交配，僅存充滿真菌分生孢子的白色栓狀構造，其中感染周期蟬的模式種蟬團孢霉可合成卡西酮，感染Platypedia putnami的Massospora platypediae以及感染Okanagana rimosa的Massospora levispora（兩者現被歸為同一物種）可合成裸盖菇素，此兩種物質可影響被感染蟬求偶、交配的行為以促進其孢子的散播
本屬物種一般僅感染特定一個屬的蟬，除上述三個物種外，Massospora diceroproctae可感染Diceroprocta semicincta，Massospora tettigatis可感染南美洲Tettigades屬的蟬。蟬團孢霉有感染不同屬蟬的紀錄，但此鑑定結果尚有爭議。各類群的蟬（蟬亞科、姬蟬亞科與裸蟬亞科）應都可被團孢霉屬真菌感染，但仍需更多調查研究確認，目前對此真菌感染的研究以北美洲的周期蟬為主